# Conjunto Histórico Artístico de Tazones

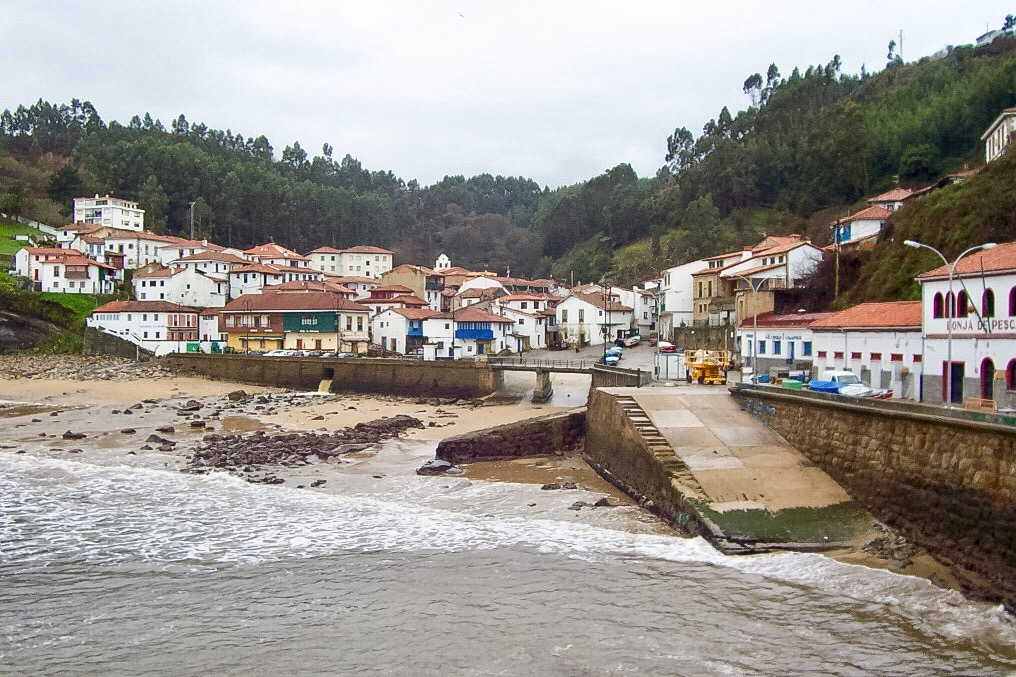
Imagen general del pueblo desde el puerto.

En el pueblo de Tazones , Principado de Asturias, los barrios de San Miguel y San Roque están declarados "Conjunto Histórico Artístico" desde el 17 de junio de 1991

## Iglesia
La iglesia parroquial de Tazones se sitúa en el barrio de San Miguel.

## Casa de las Conchas
La Casa de las Conchas, en el barrio de San Roque, es una casa con la fachada totalmente cubierta de conchas de diferentes formas, tamaños y colores. 

## Huellas de dinosaurio
En el pedrero de la playa, a unos 120 metros del panel explicativo situado a la entrada del arenal, sobre la superficie de un estrato gris de la formación Tereñes, accesible en marea baja, se encuentran varias icnitas tridáctilas de dinosaurios bípedos, algunas de las cuales forman un rastro. 480 metros más allá en la misma dirección, en la formación de origen fluvial Vega, aparece otra huella tridáctila de dinosaurio.
Partiendo del lado izquierdo de la carretera que va al faro, en un acantilado cuyo acceso está convenientemente señalizado, hay más huellas tridáctilas de dinosaurios bípedos y cuadrúpedos y otra de arrastre de cola.

## Faro

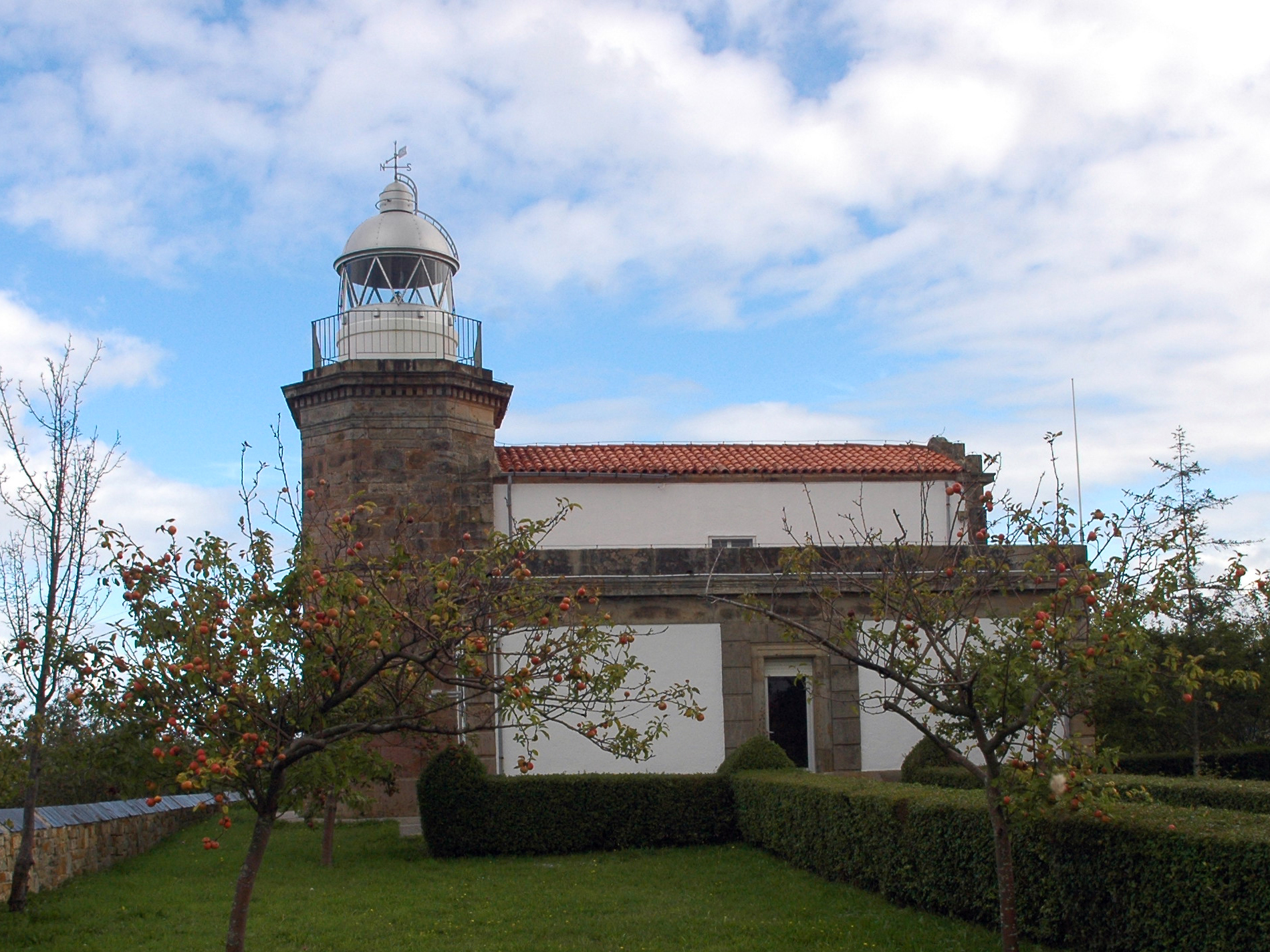
Faro de Tazones.

El Faro de Tazones está situado en la aldea de Villar, parroquia de Tazones, concejo de Villaviciosa, Asturias (España). En funcionamiento desde 1864 y electrificado en 1928, es uno de los mejor conservados y cuidados del litoral asturiano. En 1953 se instaló una sirena.
Se sitúa en la Punta del Olivo o de las Ariceras, a una altitud de 127 metros sobre el nivel del mar y 11 sobre el terreno, en un recinto ajardinado de 2000 metros cuadrados, cerrado con muro de piedra con lajas de pizarra en la parte superior.
El edificio es de piedra arenisca, de dos plantas, una inferior de 150 metros cuadrados
y una superior de 50 metros cuadrados.La torre es octogonal, adosada a la fachada norte del edificio principal, construida en sillería rectangular y con ángulos achaflanados, tiene en su interior una amplia vidriera que ocupa la parte inferior de su cara norte, sobre la cual aparece una placa conmemorativa con la inscripción "Faro de Villaviciosa. Año de 1864".
En su interior hay una escalera de caracol de hierro y color gris metalizado de 37 peldaños que accede a la linterna, instalada en 1945, protegida por una cúpula opaca rematada con un pararrayos y una veleta.
Las fachadas del edificio son de color blanco y la techumbre está cubierta de tejas de color rojo.
Su alcance es de 20 millas marinas y sus coordinadas son:42º32,867 N y 05º23,905 W.
- Datos: Q5783252